# IX Equilibrium
IX Equilibrium — третий студийный альбом симфонической блэк-метал группы Emperor, вышедший в 1999 году.

## Значение
В марте 2023 года группа авторов американского издания Rolling Stone включила песню «Curse You All Men!» данного альбома в список «100 величайших хеви-метал песен всех времён». В этом рейтинге она заняла 42-ю позицию, заметку о ней составил Кори Гроу.

## Список композиций
| №                   | Название                            | Длительность |
| ------------------- | ----------------------------------- | ------------ |
| 1.                  | «Curse You All Men!»                | 4:41         |
| 2.                  | «Decrystallizing Reason»            | 6:23         |
| 3.                  | «An Elegy of Icaros»                | 6:39         |
| 4.                  | «The Source of Icon E»              | 3:43         |
| 5.                  | «Sworn»                             | 4:30         |
| 6.                  | «Nonus Aequilibrium»                | 5:49         |
| 7.                  | «The Warriors of Modern Death»      | 5:00         |
| 8.                  | «Of Blindness and Subsequent Seers» | 6:48         |
| 9.                  | «Outro (hidden track)»              | 0:28         |
| Общая длительность: | Общая длительность:                 | 44:01        |

Бонус треки
| №   | Название                                                           | Длительность |
| --- | ------------------------------------------------------------------ | ------------ |
| 10. | «Curse You All Men! (live at The Astoria, Лондон, Июль 1999 года)» | 4:34         |
| 11. | «Sworn" (remixed by Ulver at Endless Studios)»                     | 5:39         |

## Участники записи
- Исана: вокал, гитара, синтезатор, бас
- Самот: ритм-гитара
- Трюм: ударные, перкуссия